# NGC 6101
NGC 6101 (také známá jako Caldwell 107) je kulová hvězdokupa vzdálená 50 200 světelných let v souhvězdí Rajky o hodnotě magnitudy 9,2. Objevil ji skotský astronom James Dunlop 1. června 1826
při svém pobytu v Parramatta v Novém Jižním Walesu v Austrálii. 

## Pozorování
Na obloze se nachází v severní části souhvězdí, 4 stupně jihozápadně od jasné hvězdy Atria s magnitudou 1,9. Je daleko od zářivé stopy Mléčné dráhy, za příznivých podmínek je viditelná triedrem, ale až dalekohled o průměru 200 mm ji může rozložit na jednotlivé hvězdy, z nichž ty nejjasnější dosahují 13. magnitudy.

## Vlastnosti
NGC 6101 patří mezi nejjižněji položené kulové hvězdokupy. Její třída koncentrace je X, patří tedy mezi nejméně zhuštěné kulové hvězdokupy. Její odhadovaný skutečný rozměr je 160 světelných let, tedy méně než 47 Tucanae a více než NGC 362. Její metalicita -1,98 je lehce podprůměrná a odhadované stáří je 12,54 miliard let.